# Johnson City (Nowy Jork)
Johnson City – wieś w Stanach Zjednoczonych, w stanie Nowy Jork, w hrabstwie Broome.